# Галле, Клоди
Клоди Галле (фр. Claudie Gallay, род. 1961) — французская писательница, родившаяся в 1961 году в Бургуэн-Жальё, Изер, Франция. Её роман Les Déferlantes, опубликованный в 2008 году, получил множество литературных премий.

## Биография
Происходит из семьи фермеров, Клоди провела своё детство в Сен-Савине (департамента Изер).
С подросткового возраста она пишет. Её семья приняла эту мечту. Но Клоди Галле, работающая учительницей, предлагает множество рукописей, прежде чем её первый роман будет опубликован.
В 2001 году её рукопись Office des vivants была передана издателю Сильви Грасия. Это была её первая публикация. В 2008 году публикация и успех Les Déferlantes действительно привлекли к писательнице всеобщее внимание, успех был подтверждён публикацией L’amour est une île.
После своих первых литературных успехов Галле больше посвятила себя писательству, преподавая только 2 дня в неделю в начальных школах Антони Реаля, а затем Жана Анри Фабра в городе Сериньян-дю-Конта. После успеха Les Déferlantes она оставляет работу в сфере образования. Она также любит рисовать.
Клоди живёт в деревне Юшо и ценит спокойствие и красоту природы и времён года. Она отмечает, что успех даёт ей возможность сбежать в регион, обстановку и атмосферу которого она использует для своих романов, как она сделала с Котантеном для Les Déferlantes.
Она опубликовала шесть романов в издательстве Rouergue, прежде чем перейти в издательство Actes Sud. Работы Галле также появляются в мягкой обложке и цифровом формате.
Её стиль отличается сдержанностью. Персонажи Клоди очень чувствительны, находятся немного на периферии общественной жизни. Они плавают в нежности и кротости.

## Цитаты критиков
«Её тонкое, изощрённое и такое просто поэтическое перо…»
«Изящное и ясное, чтобы рассказать о жестокости потерянных судеб, её письмо с обнажённой грацией воспевает чистую красоту снов»

## Участие в коллективных работах
- Paul Bedel, Катрин Эколь-Буавен[фр.], предисловие Claudie Gallay, Testament d'un paysan en voie de disparition[11], Presses de la Renaissance, 2009, 252 p. - ISBN 9782750905347 - réédition J'ai Lu[12], 2012, 220 p. - ISBN 9782290033173
- Éliette Abécassis, Agnès Desarthe[фр.], Claudie Gallay, Marek Halter, Camilla Läckberg, Didier Van Cauwelaert, La Rencontre, сборник рассказов, издательство Prisma, 2010, ISBN

## Экранизации
- 2013 : Les Déferlantes[фр.], по её одноименному роману 2008 года, телефильм Элеоноры Фоше[фр.][13], сценарий Элеоноры Фоше и Лорана Вашо[фр.], Франция. С участием Сильви Тестю и Бруно Тодескини. (трансляция на Arte 22 ноября 2013)[14][15].